# C/1853 L1
C/1853 L1 lub kometa Klinkerfuesa – kometa jednopojawieniowa, nie powróci już najprawdopodobniej w okolice Słońca. Można ją było obserwować gołym okiem.

## Odkrycie i orbita komety
Kometę C/1853 L1 odkrył Ernst Friedrich Wilhelm Klinkerfues 11 czerwca 1853 roku. Kometa osiągnęła swe peryhelium 2 września tegoż roku i znalazła się w odległości 0,3 au od Słońca. Poruszała się po hiperbolicznej orbicie o nachyleniu 61,5° względem ekliptyki.